# Micheldorf in Oberösterreich
Micheldorf in Oberösterreich è un comune austriaco di 5 808 abitanti nel distretto di Kirchdorf an der Krems, in Alta Austria; ha lo status di comune mercato (Marktgemeinde).

## Monumenti e luoghi d'interesse
- Castello di Altpernstein, nell'omonima frazione.